# نورت‌وست هارویچ (ماساچوست)
نورت‌وست هارویچ (به انگلیسی: Northwest Harwich) یک منطقهٔ مسکونی در ایالات متحده آمریکا است که در هارویک (ماساچوست) واقع شده‌است. نورت‌وست هارویچ ۲۴٫۸ کیلومتر مربع مساحت و ۳٬۹۲۹ نفر جمعیت دارد و ۷٫۹۲ متر بالاتر از سطح دریا واقع شده‌است.